# كوردك
كوردك (بالإنجليزية: CORDIC اختصار لـ COordinate Rotation DIgital Computer)‏ هي خوارزمية بسيطة وذات كفاءة لحساب الدوال المثلثية، والدوال الزائدية، والجذور التربيعية، والضرب، والقسمة، والدوال الأسية والدوال اللوغاريتمية ذات الأساس الاختياري، تستخدم بشكل خاص في الآلات الحاسبة. تم وصفه لأول مرة في عام 1959 من قبل جاك فولدر. وهي تشبه التقنيات التي وصفها هنري بريغز عام 1624.
إنها خوارزمية اختيارية عندما لا يتوفر التنفيذ العتادي للضارب الثنائي (على بعض وحدات التحكم الدقيقة البسيطة أو جهاز منطقي قابل للبرمجة [الإنجليزية]). بالإضافة إلى ذلك، تتكيف خوارزمية CORDIC جيدًا مع سلسلة الحوسبة. في الأصل، كانت برمجة CORDIC تعتمد على نظام ثنائي.
خلال السبعينيات القرن 20، بدأت تظهر الإصدارات العشرية من CORDIC (مع الأرقام المشفرة بالـ BCD)، خاصة في الآلات الحاسبة حيث تكون معايير تكلفة العتاد أكثر أهمية من سرعة المعالجة. ميزة أخرى لـ CORDIC هي مرونتها لأنها تسمح بحساب العديد من الدوال بنفس الترميز (code) تقريبًا.